# Tubaria umbrina
Tubaria umbrina är en svampart som beskrevs av Maire 1928. Tubaria umbrina ingår i släktet Tubaria och familjen Inocybaceae.   Inga underarter finns listade i Catalogue of Life.